# Víctor Sánchez Espinosa
José Víctor Manuel Valentín Sánchez Espinosa (ur. 21 maja 1950 w Tlancualpicán) – meksykański duchowny katolicki, arcybiskup Puebla de los Ángeles od 2009.

## Życiorys
Święcenia kapłańskie otrzymał 6 czerwca 1976 i został inkardynowany do archidiecezji Puebla de los Ángeles. Był m.in. wykładowcą liturgiki i ojcem duchownym diecezjalnego seminarium, a także sekretarzem wykonawczym komisji liturgicznej Konferencji Episkopatu Meksyku.

### Episkopat
2 marca 2004 papież Jan Paweł II mianował go biskupem pomocniczym archidiecezji meksykańskiej, ze stolicą tytularną Ambia. Sakry biskupiej udzielił mu 26 marca 2004 kardynał Norberto Rivera Carrera. W latach 2007–2009 pełnił urząd sekretarza generalnego Rady Biskupów Ameryki Łacińskiej.
5 lutego 2009 papież Benedykt XVI mianował go arcybiskupem metropolitą Puebla de los Ángeles.